# Ascorbaat
Ascorbaten zijn van ascorbinezuur (vitamine C) afgeleide zouten.
Voorbeelden van ascorbaten zijn natriumascorbaat, kaliumascorbaat en calciumascorbaat. Ze worden wel toegepast om vitamine C toe te dienen wanneer de zure eigenschap van ascorbinezuur zelf minder gewenst is.
Daarnaast is ascorbaat de dominante vorm waarin vitamine C in het lichaam voorkomt: bij fysiologische pH is ascorbinezuur vrijwel geheel geïoniseerd. Het komt dan voornamelijk in de enkelwaardig geïoniseerde vorm voor, en het is ook vrijwel uitsluitend deze vorm die in biologische reacties deelneemt.
Ascorbaten hebben een E-nummer.

## Noot
1. ↑  Frikke-Schmidt, Tveden-Nyborg, Lykkesfeld, “Vitamin C in human nutrition”, in: W. Hermann, R. Obeid (red.), Vitamins in the prevention of human diseases, De Gruyter, 2011,p. 323